# Alfred Schnittke
 Der er for få eller ingen kildehenvisninger i denne artikel, hvilket er et problem. Du kan hjælpe ved at angive troværdige kilder til de påstande, som fremføres i artiklen.

Alfred Schnittke (russisk: Альфред Гарриевич Шнитке tr. Alfred Garrijevitj Sjnitke ; født 24. november 1934 i Engels ved Volga i den autonome tyske Volgarepublik under RSFSR, Sovjetunionen, død 3. august 1998 i Hamborg) var en russisk - tysk komponist og pianist. Schnittke  startede sin musikalske uddannelse i 1946 i Wien, hvor hans far var udstationeret som krigskorrespondent. I 1948 rejste familien til Moskva, hvor  Schnittke fortsatte sin musikalske uddannelse, bl.a. på Moskva musikkonservatorium fra 1953 - 1958 og hvor han også senere virkede som underviste. Schnittke markerede sig som en af de absolut væsentligste russiske komponister i generationen efter Dmitrij Sjostakovitj, sammen med bl.a. Sofija Gubajdulina og Edison Denisov. Hans værker viser stor lyst til eksperimentere (heraf den ofte sete karakterisering af dem som "polystilistiske").
De omfatter en række interessante koncerter for soloinstrument og orkester, heriblandt violin (4 koncerter), cello (2 koncerter), bratsch (4 koncerterende værker), klaver (5 koncerterende værker), obo og harpe, samt serien af 6 "Concerti Grossi" for flere instrumenter og orkester.
Hertil i alt 10 symfonier (inklusive en tidlig, kaldet "nr. 0"). Symfoni nr. 5 er samtidig også betitlet "Concerto Grosso nr. 4".
Symfoni nr. 1 (1969-74) er et væsentligt værk - en enorm, forbløffende collage af musikhistoriske citater og fremgangsmåder, iblandet teatralske virkemidler, som musikerne også benytter sig af. Den rummer således visse ligheder med den italienske komponist Luciano Berios "Sinfonia" (1968). Schnittkes kontroversielle værk uropførtes i byen Gorkij, langt fra de traditionelle musikalske centre Moskva og Leningrad.
Symfoni nr. 2 og Symfoni nr. 4 benytter også vokalsolister. Symfoni nr. 9 fuldendtes af Gennadij Nikolajevitj Rosjdestvenskij og Alekandr Mikhajlovitj Raskatov efter komponistens svært læselige partitur, skrevet under eftervirkningerne af flere hjerneblødninger.
Schnittke har også skrevet kammermusik, herunder 4 strygekvartetter; operaer; balletter; filmmusik og klavermusik, herunder et par klaversonater.
Langt de fleste af Schnittkes værker er efterhånden blevet indspillet på CD og LP.